# Apanteles decoloratus
Apanteles decoloratus är en stekelart som beskrevs av Granger 1949. Apanteles decoloratus ingår i släktet Apanteles och familjen bracksteklar. Inga underarter finns listade i Catalogue of Life.